# كمال قريشي
كمال قريشي (بالدنماركية: Kamal Qureshi)‏ هو طبيب وسياسي دانمركي، ولد في 29 يوليو 1970 في باكستان. حزبياً، نشط في حزب الشعب الاشتراكي. وقد انتخب عضو فولكتنغ ‏ عن دائرة Southern Copenhagen constituency ‏ وقد انضم خلال فترته النيابية ‏  للكتلة البرلمانية حزب الشعب الاشتراكي وانتخب عضو فولكتنغ ‏ عن دائرة Southern Copenhagen constituency ‏ وقد انضم خلال فترته النيابية ‏  للكتلة البرلمانية حزب الشعب الاشتراكي وانتخب عضو فولكتنغ ‏ عن دائرة Copenhagen (Folketing constituency) ‏ وقد انضم خلال فترته النيابية ‏  للكتلة البرلمانية حزب الشعب الاشتراكي.